# イシカリワカサギ
イシカリワカサギ (石狩鰙、石狩公魚、石狩若鷺、Hypomesus olidus) は、キュウリウオ目キュウリウオ科に属する魚の1種である。同属他種とともにワカサギと呼ばれることもある。

## 分布
カナダ西部からアラスカ、シベリア東部、沿海州、樺太、朝鮮半島東部、日本の淡水域に分布する。
日本では北海道の河川に連続する池沼または、河跡湖に分布する。1996年現在までに生息が確認されているのは、天塩川水系のパンケ沼、石狩川水系の古川、奈市川水系の古川、渚滑川水系の古川、十勝川水系の幌岡大沼、釧路川水系の塘路湖である。

## 形態

### 外部形態
全長18cm。
背側から体側にかけてはやや黒褐色を帯びた青灰色で、体側には極めて不明瞭な銀白色の縦条がある。全体の色調はワカサギより暗色である。ホルマリン漬け標本では、不透明な灰白色になる。
背鰭は7-9軟条、臀鰭は12-16(-18)軟条で、胸鰭は10-12(-13)軟条、腹鰭8軟条。腹鰭は背鰭基部の直下もしくはそれより前から始まる。
また、頭長比は3.6-5.0で、体高比は4.2-6.3である。上顎の長さは頭長の37%以下(稀に40%)であり、吻長は両眼間隔より短い。
縦列鱗数は50-60(-62)で、鱗は背腹軸の方向に長く、露出部の隆起線は被覆部のものとほぼ同数である。

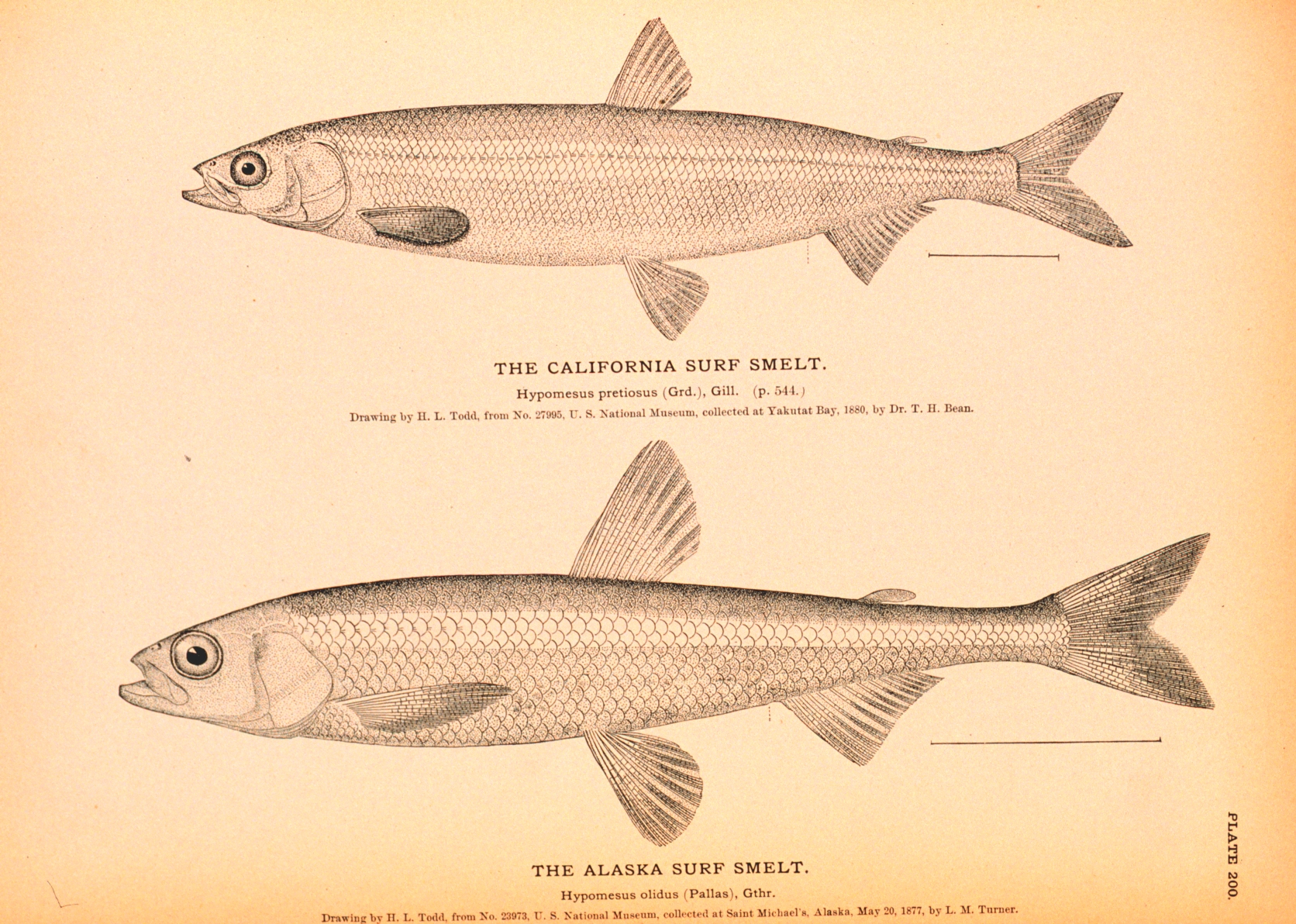
下が本種

### 内部形態
脊椎骨数52-58。咽頭歯はない。
鰓耙数26-34で鰓耙は細くて長く、密生している。気道管は鰾の中央やや前寄りで、それに連結する。
胃はV字型で、壁は薄く、幽門垂数は0-3(-4)。腸は短くてほぼ直走する。

### 卵・仔稚魚の形態
卵は球形の沈性付着卵で、直径は1mmである。
受精後、水温10-12℃なら18日、5.5℃なら30日で孵化する。

## 生態
河川に連なる(特に下流域の)流れのあまりない湖沼または池沼性の止水域に生息する。1年で8-9cmになり、成熟する。

### 陸封型
北海道の個体は海を下ることがなく、一生淡水で過ごすといわれている。(残留型、陸封型)
石狩古川では、多数の本種が生息するが、石狩川本流では、この種は0.1%にも満たず、他はワカサギであったという。
古川は1931年の河川改修で止水域となった旧河川であり、それ以前は石狩川自体に生息していたと考えられる。
しかし、石狩川以外でもかなり多くの川の下流域の池沼に生息しながら、本流での生息域が極めて少ないということは海の往復が今尚あることを示していると考える説もある。

### 産卵
産卵期は4月の中下旬頃で、湖岸の浅い砂底のヤナギの根や川の砂礫に卵を産み付ける。群がるようにして産卵する。産卵数は1200-4000程度である。
産卵後、殆どのものは死ぬが、北海道では2年以上生きるものもいる。

#### 2次性徴
産卵期には、雄の腹鰭は伸びて肛門に達する。

### 食性
浮遊生物をよく食い、ユスリカの流下幼虫を多食することもある。

## 利用
ワカサギと同様に美味とされる。

## シノニム
以下のものがある
- Salmo olidus Pallas, 1814
- Hypomesus sakhalinus Hamada, 1957
- Mesopus olidus (Pallas, 1814)
- Hypomesus olidus bergi Taranetz, 1936
- Hypomesus olidus drjagini Taranetz, 1936